# داكنات
داكنات (الاسم العلمي: Phaeista) هي شعيبة من الطلائعيات تتبع شعبة الطحالب الداكنة.

## التصنيف
- الداكنات
  - الطحالب البحيرية
    - الذهبينية
      - العاثيات الذهبية
        - الطائفة السينورانية
          - الطحالب الذهبية
            - رتبة السينوريات

  - الطحالب البنية
  - الطحالب البحرية
    - الطائفة الذهبقانية
      - رتبة الذهبقيات
        - الفصيلة الذهبقية
          - جنس الذهبقاء
          - جنس الأربوغاء
          - جنس الذهصناء
          - جنس الجيروداء
          - جنس الذهويراء
          - جنس القطبعاء